# Вільям Сміт (моряк)

Сміт та інші ранні експедиції Південним океаном

Вільям Сміт (англ. William Smith; 11 жовтня 1790, Сітон-Слуйс, графство Нортумберленд — 1847, Лондон) — англійський капітан, один з першовідкривачів Антарктиди. Він здійснив перше відкриття на південь від 60° південної широти, в сучасній зоні Договору про Антарктику, відкрив Південні Шетландські острови, архіпелаг біля землі Ґреяма в Антарктиді.

## Дитинство та юність
Вільям Сміт народився 11 жовтня 1790 року в селі Сітон-Слуйс, недалеко від містечка Бліт, графство Нортумберленд. Відповідно до ерисдонських парафіяльних записів, що зберігаються в Музеї Вудхорна, Вільяма, старшого сина Вільяма і Мері Сміт, охрестили в церкві святого Катберта. У Сміта був молодший брат Томас і сестра Мері, а його батько був столяром у селі Сітон-Слуйс. У вісімнадцятому столітті хлопчики розпочинали семирічне учнівство на моряка у віці чотирнадцяти років. Згідно з розповіддю Джона Майерса (англ. John Miers), Вільям Сміт почав своє навчання «в китобійному промислі у Гренландії».
До 1811 року він став співвласником каботажного бригу «Вільямс» (англ. The Williams), який тоді будувався в Бліті, графство Нортумберленд. Будівництво завершили 1813 року. Вага корабля становила 215 тонн і він був оснащений шістьма шестифутовими карронадами.

## Відкриття Антарктиди
1819 року, перевозячи вантаж на кораблі «Вільямс» з Буенос-Айреса до Вальпараїсо, він вимушено заплив далі на південь, у полярні широти, оминаючи мис Горн, і намагаючись зловити потрібний вітер. 19 лютого 1819 року Сміту здалося, що він побачив нову землю на 62°40' південної широти та 60°00' західної довготи. Наступного дня він знову побачив землю на 62°17' південної широти та 60°12' західної довготи, але не висадився на неї, щоб не ризикувати вантажем, якщо погода погіршиться. Він доповів про свою знахідку офіцеру британського флоту, представнику Його Величності Вільяму Шірреффу, коли дістався до Вальпараїсо, але той Сміту не повірив. У червні він поплив туди вдруге, щоб підтвердити власне відкриття, але безуспішно. У липні Сміт прибув до Монтевідео, звідки вирушив у третю подорож наприкінці вересня. 16 жовтня Сміт побачив землю і відправив свого першого помічника та екіпаж на берег найбільшого з островів, щоб встановити британський прапор (тепер це Кінг-Джордж-Айленд). Архіпелаг він назвав Південні Шетландські острови[а], на честь Шетландських островів, що на північ від Шотландії. Під час цієї подорожі Сміт виявив рештки іспанського фрегата «Сан-Тельмо». (Тіла понад 600 осіб членів команди, яких шторм затягнув у ці сумні широти не знайшли і до цього часу.) .
Повернувшись із цієї подорожі, В.Сміт зміг нарешті переконати В.Шірреффа у доцільності повторної експедиції, і на початку 1820 року, бриг «Вільямс» був зафрахтований Королівським військово-морським флотом. Лейтенант Едвард Брансфілд був призначений капітаном, а В.Сміт залишився у статусі "пілота" і штурмана. Отримавши інструкції від  В.Шірреффа, у тому числі, й щодо можливого материка, вони відпливли, аби оглянути нововиявлені острови. 29-30 січня 1820 року їхня експедиція досягла півострова Трійці, який, як виявилося згодом, був частиною майбутньої Антарктиди. 
Усього Сміт здійснив п'ять вояжів до майбутньої Антарктиди.
Пізніше В.Сміт також ходив у моря із Річардом Сіддінсом (англ. Richard Siddins) та Робертом Філдзом (англ. Robert Fildes).
Вільям Сміт пішов у засвіти у 1847 році, десь у передмісті Лондона, у бідності і невідомості.

## Вшанування пам'яті
На честь Вільяма Сміта названо острів та мис у Південних Шетландських островах, Антарктида.

## Виноски
1. ↑  Oxford Dictionary of National Biography / C. Matthew — Oxford: OUP, 2004.
2. 1 2 3 4 5 6 7  A. G. E. Jones. Captain William Smith and the Discovery of New South Shetland. The Geographical Journal. 141 (No. 3 (Nov., 1975)): 445. doi:10.2307/1796478. Архів оригіналу за 1 жовтня 2018. Процитовано 16 01.2020. {{cite journal}}: |issue= має зайвий текст (довідка); Вказано більш, ніж один |pages= та |page= (довідка)
3. ↑  Captain William Smith and the Discovery of New South Shetland (summary). jstor.org. Процитовано 16.01.2020.
4. 1 2 3  Smith Island. SCAR Composite Antarctic Gazetteer. Standing Committee on Antarctic Research. 8 вересня 1953. Архів оригіналу за 22 квітня 2015. Процитовано 22 квітня 2015.
5. 1 2  Jones (1982). Antarctica Observed: Who discovered the Antarctic continent?. Whitby: Caedmon. с. 59, 62.
6. ↑  Miers, John (1820). Account of the Discovery of New South Shetland, with observations on its importance in a Geographical, Commercial, and Political point of view. Edinburgh Philosophical Journal. 3: 370.
7. ↑  Lloyd's Register of Shipping. London: Marchant and Galabin. 1813. с. 753.
8. ↑  The New Continent. The Literary Gazette, and Journal of Belles Lettres, Arts, Sciences (195): 668. 14 жовтня 1820. Процитовано 17.01.2020. {{cite journal}}: Вказано більш, ніж один |pages= та |page= (довідка)
9. 1 2 3 4  Miers, 1820, с. 252.
10. 1 2 3  Jones, 1985, с. 9.
11. 1 2  Miers, 1820, с. 254.
12. 1 2  «Антарктичні скрепи» Росії та український слід в експедиції Беллінґсгаузена. До 200-річчя початку експедиції на шлюпах «Восток» та «Мирний». uac.gov.ua. 18.07.2019. Архів оригіналу за 23 березня 2020. Процитовано 16.01.2020.
13. ↑  Miers, 1820, с. 256.